# Janet Margolin
Janet Margolin Wass (New York, 25 luglio 1943 – Los Angeles, 17 dicembre 1993) è stata un'attrice statunitense.
Era impegnata - dagli inizi dagli anni sessanta agli inizi degli anni novanta - in campo cinematografico, teatrale e televisivo

## Biografia

### Carriera cinematografica, teatrale e televisiva
Nata a New York, da padre russo e da madre statunitense, esordì al cinema a 19 anni nel film David e Lisa (1962).
Già alla fine del 1961 aveva sostenuto la parte della protagonista Anna Albertini in Daughter of Silence (La figlia del silenzio) di Morris West a Broadway, per cui ottenne il Theatre World Award come attrice esordiente e una candidatura al Tony Award.
Tra i suoi altri film, ricordiamo: Buonasera, signora Campbell (1968), Prendi i soldi e scappa (1969), Io e Annie (1977), Il segno degli Hannan (1979), Ghostbusters II (1989).
Tra i ruoli televisivi, si ricordano le partecipazioni a un episodio di La signora in giallo e di Colombo, entrambe nel 1990.
Per il film David e Lisa, vinse un Golden Globe nel 1963 come migliore attrice debuttante.

### Morte
Morì a Los Angeles, nello stato della California, il 17 dicembre 1993 a causa di un cancro ovarico, a soli 50 anni. Le sue ceneri sono state sepolte nel Westwood Village Memorial Park Cemetery, nel distretto di Westwood a Los Angeles.

## Vita privata
Dopo il divorzio nel 1970 da Jerry Brandt, che aveva sposato nel 1968, passò a nuove nozze nel 1979 con l'attore Ted Wass (per questo divenne nota anche come Janet Margolin Wass).

## Filmografia parziale

### Cinema
- David e Lisa (David and Lisa), regia di Frank Perry (1962)
- La più grande storia mai raccontata (The Greatest Story Ever Told), regia di George Stevens (1965)
- Febbre sulla città (Bus Riley's Back in Town), regia di Harvey Hart (1965)
- I morituri (Morituri), regia di Bernhard Wicki (1965)
- Nevada Smith, regia di Henry Hathaway (1966)
- Buonasera, signora Campbell (Buona Sera, Mrs. Campbell), regia di Melvin Frank (1968)
- Prendi i soldi e scappa (Take the Money and Run), regia di Woody Allen (1969)
- Io e Annie (Annie Hall), regia di Woody Allen (1977)
- Il segno degli Hannan (Last Embrace), regia di Jonathan Demme (1979)
- Ultimi echi di guerra (Distant Thunder), regia di Rick Rosenthal (1988)
- Ghostbusters II - Acchiappafantasmi II (Ghostbusters II), regia di Ivan Reitman (1989)

### Televisione
- Ben Casey – serie TV, episodio 2x04 (1962)
- Assistente sociale (East Side/West Side) – serie TV, episodio 1x03 (1963)
- Sotto accusa (Arrest and Trial) – serie TV, episodio 1x24 (1964)
- Giovani avvocati (The Young Lawyers) – serie TV, episodio 1x19 (1971)
- La signora in giallo (Murder, She Wrote) – serie TV, episodio 7x02 (1990)
- Colombo (Columbo) – serie TV, episodio 9x06 (1990)

## Doppiatrici italiane
- Fiorella Betti in I morituri
- Melina Martello in Nevada Smith; Prendi i soldi e scappa
- Vittoria Febbi in Buonasera signora Campbell
- Roberta Greganti in Ghostbusters II